# Aconitum bhedingense
Aconitum bhedingense är en ranunkelväxtart som beskrevs av Lucien André Andrew Lauener. Aconitum bhedingense ingår i släktet stormhattar, och familjen ranunkelväxter. Inga underarter finns listade i Catalogue of Life.